# Reggie McGrew
Reginald Gerard "Reggie" McGrew, född 16 december 1976 i Mayo i Florida, är en amerikansk utövare av amerikansk fotboll (defensive tackle), som i början av 2000-talet spelade för San Francisco 49ers och Atlanta Falcons i NFL.
McGrew gick i Lafayette High School i Mayo och spelade sedan på collegenivå för University of Florida. År 1999 draftades han i första omgången av San Francisco 49ers.  Efter den första säsongen utan speltid lyckades han sedan få speltid i 49ers de två följande säsongerna. I Atlanta Falcons gick det sämre och McGrew spelade där två matcher år 2002.